# Izvoru (Argeș)
Izvoru è un comune della Romania di 2 531 abitanti, ubicato nel distretto di Argeș, nella regione storica della Muntenia.